# Gál György Sándor
Gál György Sándor (Budapest, Terézváros, 1907. augusztus 4. – Budapest, 1980. január 15.) író, zenetörténész.

## Életpályája
Gál Márton könyvkereskedő-segéd és Hockfelder Eszter fia. Hanák Árpádnál tanult zongorázni a Zeneakadémián. 1929–1940 között tanított a Fodor Zeneiskolában, több újságnál és folyóiratnál dolgozott, valamint ponyvákat is közreadott.
Számtalan zenei témájú könyvet írt, melyek olvasmányosak és népszerűsítő jellegűek. Műveinek egy része idegen nyelveken is megjelent.
Sírja a Kozma utcai izraelita temetőben található (5B-9-28).

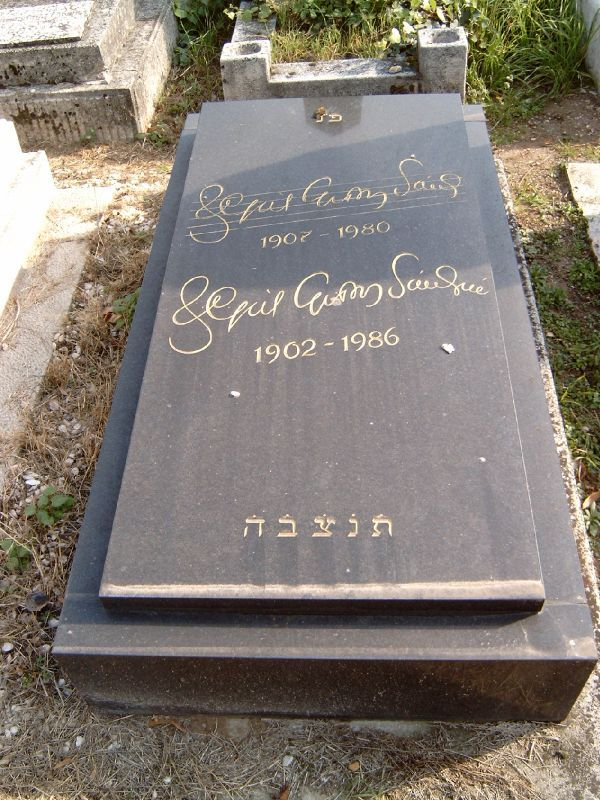
Gál György Sándor sírja Budapesten. Kozma utcai izraelita temető: 5B-9-28.

## Fontosabb munkái
- Beethoven (Bp., 1930)
- Aranybilincs. Regény; Hellas Nyomda, Bp., 1934 (Szivárvány)
- A fehér kurtizán. Regény; Hellas Nyomda, Bp., 1935 (Szivárvány)
- Véres fogadás. Bűnügyi regény; Hellas Nyomda, Bp., 1935 (Szivárvány)
- Diadalszekér. Liszt Ferenc életregénye I-II.; Dante, Bp., 1936
- A zene története; Dante, Bp., 1937
- Mégis csak jobb iskolába járni! Munro Leaf meséje angolul és magyarul; ford. Gál György Sándor, a szerző rajzaival; Anonymus, Bp., 1945
- Hívnak a csillagok; Forum, Bp., 1946
- Ruzicskay György (képzőművészeti tanulmány); Népszava, Bp., 1948
- Ruzicskay György. A művész 136 képének reprodukciója; Magyar Téka, Bp., 1948
- Dalok szárnyán. Schubert Ferenc életének regénye; Dante, Bp., 1947
- Verdi életregénye; Zeneműkiadó, Bp., 1951
- Csajkovszkij; Művelt Nép, Bp., 1952 (Útmutató városi előadóknak, 73.)
- Balassa Imre–Gál György Sándor: Operák könyve; Zeneműkiadó, Bp., 1952
- Út a komoly zenéhez. A zenei ismeretterjesztő előadások módszeréről; Művelt Nép, Bp., 1956 (A kultúrotthon-vezetők kézikönyvtára, 29.)
- Balassa Imre–Gál György Sándor: Operakalauz. Zenepéldákkal; Zeneműkiadó, Bp., 1956
- Hazám, hazám, te mindenem... Erkel Ferenc életregénye; Móra, Bp., 1957
- Weiner Leó életműve; Zeneműkiadó, Bp., 1959
- Gál György Sándor–Somogyi Vilmos: Operettek könyve. Az operett regényes története; Zeneműkiadó, Bp., 1959
- Népszerű zeneesztétika (h., n., 1960)
- Modern operák könyve (1960)
- Út a muzsikához; Zeneműkiadó, Bp., 1960
- Pjotr Iljics Csajkovszkij; Gondolat, Bp., 1962 (Kis zenei könyvtár, 23.)
- Ismerkedés a zenetörténettel; Móra, Bp., 1963
- Gál György Sándor–Somogyi Vilmos: Mesél a bécsi erdő... A keringő és a Strauss-család regénye; Zeneműkiadó, Bp., 1965
- Rembrandt élete; Móra, Bp., 1965 (Nagy emberek élete)
- Hollandiai utazás; Táncsics, Bp., 1966 (Útikalandok, 57.)
- Liszt Ferenc életének regénye; Zeneműkiadó, Bp., 1968 (Zenei életregények)
- Munkácsy Mihály élete; Móra, Bp., 1969
- Titánok. Beethoven életregénye; Móra, Bp., 1969
- Balassa Imre–Gál György Sándor: Operák könyve; átdolg., bőv. kiad.; Zeneműkiadó, Bp., 1971
- Amerikai rapszódia. Gershwin élete; Gondolat, Bp., 1971
- Három fekete lobogó. Regény; Móra, Bp., 1971
- Amerikai rapszódia. Gershwin élete; Gondolat, Bp., 1971
- Kánkán. Jacques Offenbach életregénye; Zeneműkiadó, Bp., 1972
- Honthy Hanna. Egy diadalmas élet regénye; Zeneműkiadó, Bp., 1973
- Egy faun délutánja. Claude Debussy életregénye; Zeneműkiadó, Bp., 1974
- Majális. Szinyei Merse Pál élete; Móra, Bp., 1975
- Messiás. Händel életének regénye; Zeneműkiadó, Bp., 1977
- Ruzicskay György: Fantasztikus utazás; előszó és képismertető Gál György Sándor; Képzőművészeti Alap, Bp., 1978
- Új operakalauz; kottapéldák vál., szerk. Németh Amadé; Zeneműkiadó, Bp., 1978
- Atlantisz harangjai (önéletrajz); sajtó alá rend. Majtényi Zoltán, utószó Eősze László; Móra, Bp., 1982

## Magyar Rádió
- Kemény Egon - Gál György Sándor - Erdődy János: „Komáromi farsang” (1957) rádiódaljáték 2 részben. Csokonai Vitéz Mihály – Ilosfalvy Róbert és Zenthe Ferenc, Lilla – Házy Erzsébet és Korompai Vali.  Szereplők:  Deák Sándor,  Gönczöl János, Molnár Miklós,  Berky Lili, Bilicsi Tivadar, Szabó Ernő, Hlatky László, Fekete Pál, Lehoczky Éva, Kishegyi Árpád, Völcsey Rózsi, Gózon Gyula, Rózsahegyi Kálmán és mások.  A Magyar Rádió Szimfonikus Zenekarát Lehel György vezényelte. Zenei rendező: Ruitner Sándor.  Rendező: László Endre.